# Siegbert Droese
Siegbert Droese (nascido em 7 de junho de 1969) é um político alemão da Alternativa para a Alemanha (AfD) e desde 2017 membro do Bundestag, o órgão legislativo federal. Ele faz parte da ala nacionalista do seu partido.

## Vida e política
Droese nasceu em 1969 na cidade de Leipzig, na Alemanha Oriental, e tornou-se hoteleiro.
Droese entrou para a recém-fundada AfD e tornou-se membro do Bundestag após as eleições federais alemãs de 2017; ele é considerado parte da direita do partido.